# 瓦讷勒沙泰勒
瓦讷勒沙泰勒（法語：Vannes-le-Châtel，法語發音：[van lə ʃatɛl]）是法国默尔特-摩泽尔省的一个市镇，位于该省西南部，属于图勒区。

## 地理
瓦讷勒沙泰勒（48°32'45"N, 5°46'46"E）面积17.3 平方千米，位于法国大東部大區默尔特-摩泽尔省，该省份为法国东北部内陆省份，是洛林的一部分，北邻比利时、卢森堡，北起顺时针与摩泽尔省、下莱茵省、孚日省和默兹省接壤。
与瓦讷勒沙泰勒接壤的市镇（或旧市镇、城区）包括：阿朗、布莱诺莱图勒、日博梅、索叙尔莱瓦讷、于吕夫、帕尼拉布朗什科特、里尼圣马丹。

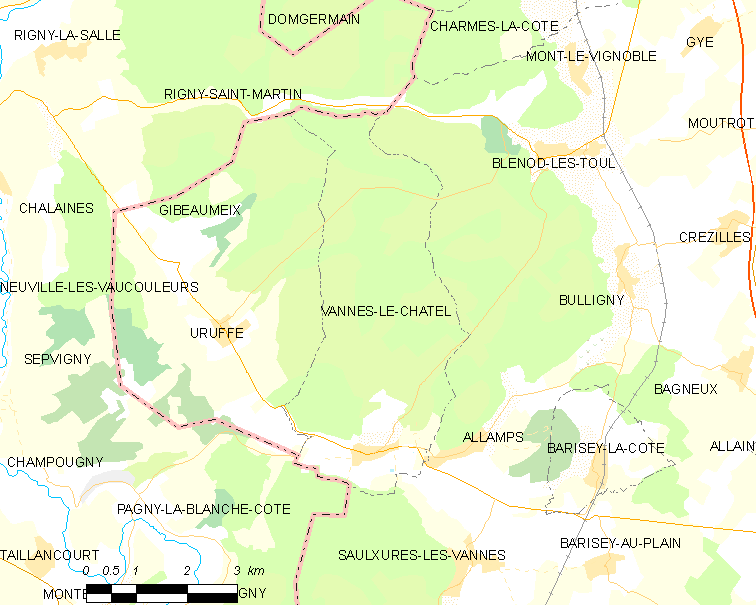
瓦讷勒沙泰勒的OSM定位图

瓦讷勒沙泰勒的时区为UTC+01:00、UTC+02:00（夏令时）。

## 行政
瓦讷勒沙泰勒的邮政编码为54112，INSEE市镇编码为54548。

## 政治
瓦讷勒沙泰勒所属的省级选区为梅讷欧桑图瓦县。

## 人口

1962-2008年间瓦讷勒沙泰勒人口变化图示

瓦讷勒沙泰勒于2022年1月1日时的人口数量为511人。